# Wasilij Liwanow
Wasilij Borisowicz Liwanow (ros. Васи́лий Бори́сович Лива́нов; ur. 19 lipca 1935 w Moskwie) – radziecki aktor filmowy, reżyser i scenarzysta. Syn aktora Borisa Liwanowa.

## Filmografia

### Role filmowe
- 1959: Niewysłany list jako Andriej
- 1960: Niewidomy muzyk jako Piotr
- 1964: Zielone światło jako chirurg
- 1970: Waterloo jako Percy
- 1975: Gwiazda zwodniczego szczęścia jako Car Mikołaj I
- 1979: Jarosławna, królowa Francji jako rycerz Benedictus
- 1980: Przygody Sherlocka Holmesa i doktora Watsona jako Sherlock Holmes
- 2005: Mistrz i Małgorzata jako Doktor Strawiński

### Role głosowe
- 1966: Samyj, samyj, samyj, samyj jako krokodyl
- 1968: Małysz i Karlson jako Karlson
- 1969: Krokodyl Giena jako Krokodyl Giena
- 1970: Powrót Karlsona jako Karlson
- 1970: Błękitny ptak jako Górnik
- 1972: Marzenie osiołka
- 1973: Piotruś i Reks jako pies Reks (Jack)
- 1974: Szapoklak jako Krokodyl Giena
- 1976-1982: O kotku, który miał na imię Hau jako Kot
- 1977: O tym, jak Masza pokłóciła się z poduszką jako narrator
- 1978: Masza już nie jest leniuszkiem
- 1978: Prezent dla najsłabszego
- 1979: Dziadek Au jako Dziadek Au
- 1981: Alicja i tajemnica trzeciej planety jako Gromozieka
- 1982: Dinozaureli
- 1983: Kiwaczek idzie do szkoły jako Krokodyl Giena

### Scenariusz
- 1966: Samyj, samyj, samyj, samyj
- 1969: Dziadek Mróz i lato
- 1969: Czterej muzykanci z Bremy
- 1970: Błękitny ptak
- 1973: Śladami muzykantów z Bremy

### Reżyseria
- 1966: Samyj, samyj, samyj, samyj
- 1970: Błękitny ptak
- 1973: Śladami muzykantów z Bremy

## Nagrody i odznaczenia
- Zasłużony Artysta RFSRR (1981)
- Ludowy Artysta RFSRR (1988)
- Order Imperium Brytyjskiego za rolę Sherlocka Holmesa wręczony przez Elżbietę II (2006)
- Order Zasług dla Ojczyzny